# Aix-en-Ergny
Aix-en-Ergny is een gemeente in het Franse departement Pas-de-Calais (regio Hauts-de-France) en telt 122 inwoners (2004). De plaats maakt deel uit van het arrondissement Montreuil.

## Geografie
De oppervlakte van Aix-en-Ergny bedraagt 4,8 km². De bevolkingsdichtheid is 25,4 inwoners per km².
De onderstaande kaart toont de ligging van Aix-en-Ergny met de belangrijkste infrastructuur en aangrenzende gemeenten.

## Demografie
Onderstaande figuur toont het verloop van het inwonertal (bron: INSEE-tellingen).